# الشيخوخة النشطة

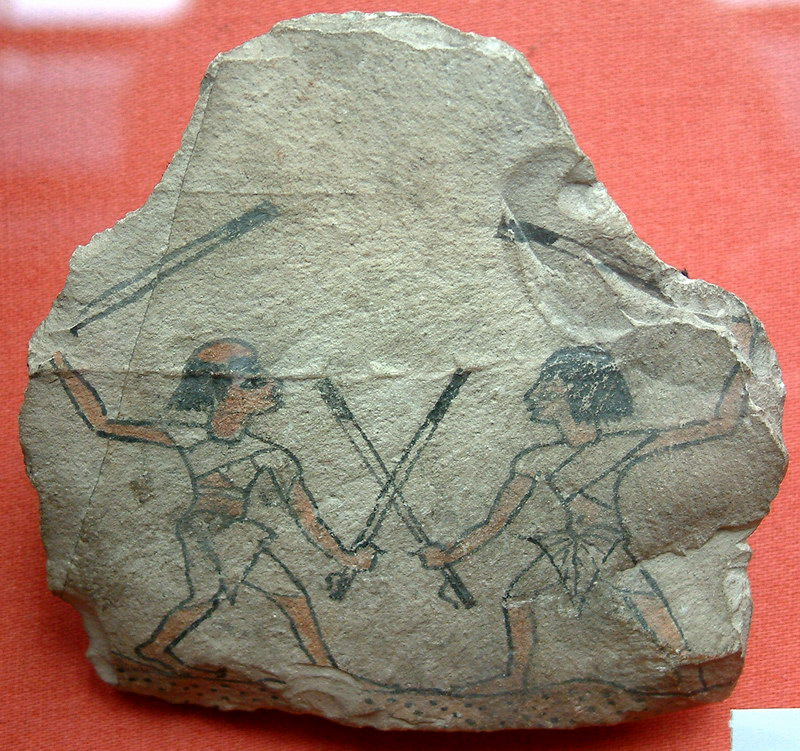

هو مَفهومٌ تَم نَشرُهُ مؤخَرَاً مِن قِبَل الُمفَوضيةِ الأوروبيةِ ومُنظَمَةُ الصِحةِ العالميةِ ويُستَخدَمُ في إدارةِ المَوارِدِ البَشَريةِ ويَطرَحُ هذا المَفهومُ فِكرَةَ التَمَتُع بِحًيويةٍ أكثرٍ لِمَن هُم في سِنِ التَقاعدِ وقد تَمَ تَطويرُهُ
فيما بَعْدَ مِن خِلالِ مُمارساتِ العَمَلِ  ليَشمِلَ مَن هُم في سِنِ العَمَلِ وقَد شَمَلَ كَذلكَ الاندِماجَ الاجتِماعيَ لِكِبارِ السِنِ بَينَ العامةِ.

## 1- التَغيراتُ الديموغرافيةُ
اتجَهَت الديموغرافيةُ الأوروبيةُ نَحوَ زِيادَةِ مُعدلاتِ السُكان من كِبار السِن وانِخفاضِ مُعدلاتِ الوِلاداتِ مما سوفَ يَدفَعُ بِالاقتِصادِ الأوروبيِ نَحوَ الانخِفاضِ وعَليهِ فانَ عَدَداً أقلاً منَ الناسِ سَييَتَحَمَلون َ النَفقاتِ الاجتماعيةِ للرِعايةِ الصِحيَةِ وَمعاشَ أولَئِكَ الذينَ تَوقفوا عن مُزاولَةِ العَملِ.
  حَدَدت المُفَوضيةُ الأوروبيةُ هَدفَينِ لعامِ 2010 وهُما 
أ‌- أهدافُ ستوكهولم لعامِ 2011 والتي اعتَزَمَت الوصولَ لِمُستوىً أعلى بِنِسبَةِ  50 بالمئةِ مِن كِبارِ السِنِ بَينَ سِنِ (55_65) يُزاوِلونَ الَعمَلَ.
ب‌-أهداف بَرشَلونة لِعام 2002 والتي اعتَزَمَت زِيادَةَ سِن التقاعدِ خمسَ سَنَواتٍ وذَلِكَ مِن أجِلِ اطالَةِ الحَياة المِهَنيةِ لِكِبارِ السِنِ.

## 2- التَجارِبُ النَظَريةُ
استَوحى مَفهومُ الشَيخوخةِ النَشِطةِ أساساً مِن خِلالِ عَمَلِ (روبرت هافغرست) على نَظَريةِ النَشاطِ والتي تؤمِنُ بِتَمَتُعٍ الكِبارٍ الجَيدينَ بِحَيويةٍ أكثرَ في حَياتِهِم اللاحِقةِ وتَبعاً لِوِجهَةِ النَظَرِ هَذِهِ فانَ التَمَتُع بِحَيويةٍ أكثَرَ هيَ المِفتاحُ لِشَيخوخَةٍ ناجِحَةٍ .

## 3- المَفاهيمُ الحاليةُ
مَعَ نِهاية القَرِن العِشرين استَخَدَمَت المُنَظَمات مثل (مُنَظَمَة التَعاوِنٍ الاقتِصادي وَالتَنميةِ والهَيئةُ العُماليةُ الدُوَليةُ) هَذا المَفهومَ لِمواجَهَةِ التَحَدياتِ التي يُواجِهُها سوقُ العَمَلِ: اطالَةُ حد التَقاعُدِ واشغالُ كِبارِ السِنِ في العَمَلِ وغَيرَ ذَلِك. في عام 2002 قَدَمَت مُنَظَمَةُ الِصحةِ العالميةِ تَحَولاً جَدديداً لِهَذا المَفهومَ مِن خِلالِ التأكيد عَلى مَنعِهِ للمَشاكِلِ الصِحيةِ. يَجري حالياً تَطويرُ عَدَدٍ مِن مِنَصاتِ تِقنَيَةِ الَعلوماتِ والاتصالاتِ وتَمَ تَوسيعُ الفِكرَةِ فيما بَعد لتَشمِلَ اندِماجَ كِبارِ السِنِ في المُجتَمَعاتِ مِن خِلالِ العمل التَطَوعِي وفي عائِلاتِهم ، وتَطرَحُ هَذِهِ الِفكرَةُ أَنَ عَلى كَبيِر السِنِ الاعتِناءُ بِصِحَتِهِ مِن أَجلِ التَمَتُعِ بِحَياتِهِ الشَخصيَةِ وَدَعمِ الجَماعة. يَعتَرِضُ النُقادُ عَلى مِعياريةِ هَذا النَموذَجِ بِوَصفِهِ شَيخوخَةً  ناجِحَةً يَسعى بِهِ كِبارُ السِنِ للبَقاءِ نَشيطينَ والانخِراطِ في النَشاطاتِ باعتِبارِها ذو مَنفَعِةٍ وَلَكِن مِن دونِ الأَخذِ بِنَظَرِ الاعتِبارِ فُصولَ حَياتِهم الُمتَنوِعةِ.

## اقرأ أيضا
- العمر